# Dorsales retirados del fútbol
Algunos clubes de fútbol retiran un dorsal de su alineación como reconocimiento a jugadores que han sido emblemas de su institución. A menudo se trata de un reconocimiento póstumo. Los dorsales en la liga de fútbol español no pudieron retirarse entre los años 2012-2016, a pesar de que no se usaron ni los de Miki Roqué ni Dani Jarque. Sin embargo el Sevilla nunca retiró el de Puerta. Los dos dorsales anteriormente mencionados siguen retirados.

## Orígenes
Esta es una práctica que consta de un amplio historial entre las ligas profesionales de Estados Unidos y Canadá (MLB, NBA, NHL, NFL) y que el fútbol adquirió recientemente en los últimos años, dado que antes de la década de 1990 los jugadores no tenían asignado un dorsal específico. Antes de esta época, lo común era que la alineación titular llevaran los dorsales del 1 a 11 al saltar al campo de juego, distribuidos de acuerdo a su disposición táctica. Los suplentes de cada equipo recibían una numeración que empezaba en el número 12. Así, cada jugador podía recibir distintos dorsales durante una misma temporada, ya sea por un cambio en su posición o bien por empezar el partido en el banquillo.

## Dorsales retirados
| Equipo                                | N.o | Jugador                     | Posición                   | Trayectoria                                | Notas |
| ------------------------------------- | --- | --------------------------- | -------------------------- | ------------------------------------------ | --- |
| Bayern de Múnich                      | 5   | Franz Beckenbauer           | Defensa                    | 1964-1977                                  | Retirado póstumamente en 2024. |
| Wacker Burghausen                     | 11  | Marek Krejčí                | Delantero                  | 2004-2007                                  | Retirado póstumamente en 2007. |
| Godoy Cruz Antonio Tomba              | 18  | Santiago Damián García      | Delantero                  | 2016-2021                                  | Retirado póstumamente en 2021. |
| Central Coast Mariners                | 19  | Matt Simon                  | Delantero                  | 2006-2012, 2013-2015, 2018-2022            | Retirado como homenaje en 2022. |
| Rapid Viena                           | 5   | Peter Schöttel              | Defensa                    | 1986-2001                                  | |
| SV Ried                               | 16  | Herwig Drechsel             | Delantero                  | 1995-1998, 1999-2010                       | |
| SV Ried                               | 27  | Sanel Kuljic                | Delantero                  | 2003-2006                                  | 1998 |
| Anorthosis Famagusta                  | 14  | Temuri Ketsbaia             | Centrocampista             | 1991-1994 2002-2009                        | |
| Basel                                 | 2   | Massimo Ceccaroni           | Delantero                  | 1987-2002                                  | |
| Club Brujas                           | 23  | François Sterchele          | Delantero                  | 2007-2008                                  | Póstumo |
| UR Namur                              | 3   | Michel Soulier              | Defensa                    | 1967-1977                                  | Póstumo |
| Montreal Impact                       | 20  | Mauro Biello                | Delantero                  | 1993-1998, 2000-2009                       | |
| Cobreloa                              | 8   | Fernando Cornejo            | Centrocampista             | 1992-1997, 2000-2004                       | Póstumo. Utilizado por su hijo, Fernando Cornejo Miranda, durante los años 2014-2017.                                                                  |
| Dalian Shide                          | 26  | Zhang Yalin                 | Centrocampista             | 2000-2009                                  | Póstumo |
| L. D. Alajuelense                     | 6   | Wilmer López                | Centrocampista             | 1987-2007                                  | Retirado como homenaje en 2025. |
| L. D. Alajuelense                     | 20  | Mauricio Montero Chinchilla | Defensa                    | 1987-1998                                  | Retirado como homenaje en 1998. |
| C. S. Herediano                       | 6   | Edgar Quesada               | Centrocampista             | 1947-1964                                  | |
| C. S. Cartaginés                      | 11  | Leonel Hernández            | Centrocampista             | 1957-1977                                  | |
| Dynamo České Budějovice               | 8   | Karel Poborský              | Centrocampista             | 1991-1994, 2005-2007                       | |
| Lokomotiv Plovdiv                     | 8   | Hristo Bonev                | Centrocampista             | 1963-1967, 1968-1979, 1982-1984            | |
| Aalborg BK                            | 12  | Torben Boye                 | Defensa                    | 1984-2002                                  | |
| FC Midtjylland                        | 32  | Kristian Bak Nielsen        | Defensa                    | 2000-2007, 2010-                           | |
| FC Nordsjælland                       | 26  | Jonathan Richter            | Centrocampista             | 2005-2009                                  | |
| Næstved BK                            | 7   | Rasmus Green                | Centrocampista             | 2005-2006                                  | Póstumo |
| Viborg FF                             | 22  | Søren Frederiksen           | Delantero                  | 1989-1994, 1998, 2001-2005                 | |
| FC Copenhague                         | 32  | Peter Møller                | Delantero                  | 1993-1994, 2001-2005                       | |
| Liga Deportiva Universitaria de Quito | 88  | Marco Angulo Solórzano      | Centrocampista             | 2024                                       | Póstumo |
| Mushuc Runa Sporting Club             | 77  | Mathías Acuña               | Delantero                  | 2024                                       | Póstumo |
| FAS                                   | 10  | Mágico González             | Delantero                  | 1977-1982, 1991-1999                       | |
| Hartlepool United                     | 25  | Michael Maidens             | Centrocampista             | 2004-2007                                  | Póstumo |
| Exeter City                           | 9   | Adam Stansfield             | Delantero                  | 2006-2010                                  | Póstumo |
| Liverpool F. C.                       | 20  | Diogo Jota                  | Delantero                  | 2020-2025                                  | Retirado póstumamente en 2025. |
| Queens Park Rangers                   | 31  | Ray Jones                   | Delantero                  | 2006-2007                                  | Póstumo |
| Rushden & Diamonds                    | 1   | Dale Roberts                | Guardameta                 | 2008-2010                                  | Póstumo |
| West Ham United                       | 6   | Bobby Moore                 | Defensa                    | 1958-1974                                  | Póstumo |
| West Ham United                       | 38  | Dylan Tombides              | Delantero                  | 2010-2014                                  | Póstumo |
| Wycombe Wanderers                     | 14  | Mark Philo                  | Centrocampista             | 2004-2006                                  | Póstumo |
| Macclesfield Town                     | 21  | Richard Butcher             | Centrocampista             | 2010-2011                                  | Póstumo |
| Manchester City                       | 23  | Marc-Vivien Foé             | Centrocampista             | 2002-2003                                  | Póstumo |
| Birmingham City F. C.                 | 23  | Jude Bellingham             | Centrocampista             | 2019-2020                                  | |
| Motagua                               | 13  | Presley Carson              | Delantero                  | 1992-1998                                  | |
| Motagua                               | 16  | Edy Vásquez                 | Centrocampista             | 2003-2007                                  | Póstumo |
| Motagua                               | 20  | Amado Guevara               | Centrocampista             | 1994-1995, 1996-2000, 2007-2008, 2010-2013 | |
| Olimpia                               | 11  | Wilmer Velásquez            | Delantero                  | 1991-1995, 1996-1998, 1999-2001, 2002-2009 | |
| Olympique de Lyon                     | 16  | Luc Borrelli                | Guardameta                 | 1998-1999                                  | Póstumo |
| Olympique de Lyon                     | 17  | Marc-Vivien Foé             | Centrocampista             | 2000-2002                                  | Póstumo |
| Clermont                              | 14  | Clément Pinault             | Defensa                    | 2008-2009                                  | Póstumo |
| Sedan                                 | 29  | David di Tommaso            | Defensa                    | 2000-2004                                  | Póstumo |
| PAOK Salónica                         | 17  | Panagiotis Katsouris        | Centrocampista             | 1996-1998                                  | Póstumo |
| Hong Kong Rangers                     | 15  | Cheung Yiu Lun              | Defensa                    | 1992-1995, 1996-1999, 2001-2002            | Póstumo |
| Tai Po FC                             | 16  | Mao Mengsuo                 | Centrocampista             | 2008-2010                                  | Póstumo |
| Ferencváros                           | 2   | Tibor Simon                 | Defensa                    | 1985-1999                                  | Póstumo |
| Kispest AC/Honvéd                     | 10  | Ferenc Puskás               | Delantero                  | 1939-1956                                  | Póstumo |
| Persija Jakarta                       | 20  | Bambang Pamungkas           | Delantero                  | 1999-2005, 2007-2013, 2015-2019            | |
| Hapoel Be'er Sheva                    | 6   | Chaswe Nsofwa               | Delantero                  | 2007                                       | Póstumo |
| Siena                                 | 4   | Michele Mignani             | Defensa                    | 1996-1997, 1998-2006                       | |
| Atalanta                              | 14  | Federico Pisani             | Delantero                  | 1991-1997                                  | Póstumo |
| Avellino                              | 10  | Adriano Lombardi            | Centrocampista             | 1975-1979                                  | Póstumo |
| Bologna                               | 27  | Niccolò Galli               | Defensa                    | 2000-2001                                  | Póstumo |
| Brescia                               | 10  | Roberto Baggio              | Delantero                  | 2000-2004                                  | |
| Brescia                               | 13  | Vittorio Mero               | Defensa                    | 1998-2001, 2002                            | Póstumo |
| Cagliari                              | 11  | Luigi Riva                  | Delantero                  | 1963-1978                                  | |
| Chievo Verona                         | 30  | Jason Mayélé                | Delantero                  | 2001-2002                                  | Póstumo |
| Chievo Verona                         | 31  | Sergio Pellissier           | Delantero                  | 2002-2019                                  | |
| Genoa                                 | 6   | Gianluca Signorini          | Defensa                    | 1988-1995                                  | Póstumo |
| Internazionale                        | 3   | Giacinto Facchetti          | Defensa                    | 1961-1978                                  | Póstumo |
| Internazionale                        | 4   | Javier Zanetti              | Defensa                    | 1995-2014                                  | Sólo podrá ser utilizada por un hijo de Zanetti |
| Messina                               | 41  | Salvatore Sullo             | Centrocampista             | 2001-2007                                  | |
| A. C. Milan                           | 6   | Franco Baresi               | Defensa                    | 1977-1997                                  | |
| A. C. Milan                           | 3   | Paolo Maldini               | Defensa                    | 1984-2009                                  | Solo podrá ser utilizada por algún hijo de Maldini |
| Napoli                                | 10  | Diego Maradona              | Centrocampista             | 1984-1991                                  | |
| Thespa Kusatsu                        | 31  | Ryosuke Okuno               | Defensa                    | 2002-2003                                  | |
| Yokohama F. Marinos                   | 3   | Naoki Matsuda               | Defensa                    | 1995-2010                                  | Póstumo |
| Daewoo Royals, Busan I'cons           | 16  | Kim Joo-Sung                | Centrocampista             | 1987-1992, 1994-1999                       | |
| Al Ahly Tripoli                       | 14  | Tarik El Taib               | Centrocampista             | 1995-2001                                  | |
| Atlante                               | 12  | Félix Fernández Christileb  | Guardameta                 | 1989-1998, 1999-2001, 2002-2003            | |
| Atlante                               | 3   | Federico Vilar              | Guardameta                 | 2003-2010                                  | |
| Santos Laguna                         | 58  | Jared Borgetti              | Delantero                  | 1996-2005                                  | |
| Guadalajara                           | 22  | José Martínez               | Centrocampista             | 1970-1981                                  | Póstumo |
| Guadalajara                           | 8   | Salvador Reyes              | Delantero                  | 1952-1972, 2008                            | Póstumo |
| Guadalajara                           | 12  | Afición                     |                            | 1984-1985                                  | Para reconocer el permanente apoyo de la afición, el club retiró el dorsal 12 en la campaña 1984-85                                                    |
| Monterrey                             | 28  | Jesús Arellano              | Centrocampista             | 1993-1997, 2000-2011                       | Solo podrá ser utilizada por descendientes directos del jugador.                                                                                       |
| Monterrey                             | 26  | Humberto Suazo              | Delantero                  | 2007-2009, 2010-2014                       | Solo podrá ser utilizada por descendientes directos del jugador.                                                                                       |
| Pachuca                               | 1   | Miguel Calero               | Delantero                  | 2000-2011                                  | Póstumo |
| Tigres                                | 7   | Gerónimo Barbadillo         | Centrocampista             | 1977-1982                                  | |
| Ajax                                  | 14  | Johan Cruyff                | Delantero                  | 1964-1973, 1983-1984                       | |
| FC Utrecht                            | 4   | David di Tommaso            | Defensa                    | 2004-2005                                  | Póstumo |
| NAC Breda                             | 13  | Ferry van Vliet             | Centrocampista             | 2001-2002                                  | Póstumo |
| Fredrikstad                           | 8   | Dagfinn Enerly              | Centrocampista             | 2004-2005                                  | |
| Chepo                                 | 77  | Jonathan Rodríguez          | Centrocampista             | 2006-2009                                  | Póstumo |
| Universitario                         | 9   | Lolo Fernández              | Delantero                  | 1930-1953                                  | Póstumo |
| Universitario                         | 22  | José Luis Carranza          | Centrocampista             | 1986-2004                                  | |
| Legia Warsaw                          | 10  | Kazimierz Deyna             | Centrocampista             | 1966-1978                                  | Póstumo |
| Benfica                               | 29  | Miklós Fehér                | Delantero                  | 2002-2004                                  | Póstumo |
| Dinamo Bucharest                      | 11  | Cătălin Hâldan              | Centrocampista             | 1994-2000                                  | Póstumo |
| CSKA Moscú                            | 16  | Serhiy Perkhun              | Guardameta                 | 2001                                       | Póstumo |
| Assyriska Föreningen                  | 18  | Eddie Moussa                | Delantero                  | 2001-2010                                  | Póstumo |
| Helsingborgs IF                       | 17  | Henrik Larsson              | Delantero                  | 1992-1993 2006-2009                        | |
| Kalmar FF                             | 15  | Johny Erlandsson            | Centrocampista             | 1973-1988                                  | |
| Norrköping                            | 18  | Stefán Þórðarson            | Delantero                  | 2004-2007                                  | |
| AIK Solna                             | 27  | Ivan Turina                 | Guardameta                 | 2010-2013                                  | Póstumo |
| AIK Solna                             | 1   | Afición                     |                            | 2009                                       | Para reconocer el permanente apoyo de la afición, el club retiró el dorsal 1 en la campaña 2009                                                        |
| TOT-CAT                               | 19  | Chanont Wong-aree           | Defensa                    | 2009-2010                                  | Póstumo |
| Real Salt Lake                        | 9   | Jason Kreis                 | Centrocampista · Delantero | 2005-2007                                  | Ceremonia de jubilación celebrada el 4 de julio de 2011.                                                                                               |
| New York Cosmos                       | 10  | Pelé                        | Delantero                  | 1975-1977                                  | |
| Los Angeles Galaxy                    | 13  | Cobi Jones                  | Centrocampista             | 1996-2007                                  | |
| Hoàng Anh Gia Lai                     | 13  | Kiatisuk Senamuang          | Delantero                  | 2001-2006                                  | |
| Swansea City                          | 40  | Besian Idrizaj              | Delantero                  | 2009-2010                                  | Póstumo |
| Deportivo Municipal                   | 15  | Juan Carlos Plata           | Delantero                  | 1990-2010                                  | |
| NK Maribor                            | 19  | Stipe Balajić               | Defensa · Centrocampista   | 1998-2005                                  | |
| Sporting Cristal                      | 6   | Gianfranco Espejo           | Centrocampista             | 2006-2008 2011                             | Póstumo |
| Real Betis                            | 26  | Miki Roqué                  | Defensa                    | 2009-2012                                  | Póstumo. Al ser en España un número reservado a futbolistas canteranos no le afecta la restricción del fútbol español que no permite retirar dorsales. |
| Diósgyőri VTK                         | 77  | José Luque                  | Centrocampista             | 1996-2013                                  | Durante 10 años |
| Árabe Unido                           | 21  | Amílcar Henríquez           | Centrocampista             | 2003-2017                                  | Póstumo |
| Beijing Enterprises Group F.C.        | 24  | Cheick Tioté                | Centrocampista             | 2017                                       | Póstumo |
| Persela Lamongan                      | 1   | Choirul Huda                | Guardameta                 | 1999-2017                                  | Póstumo |
| Dinamo Bucharest                      | 14  | Patrick Ekeng               | Centrocampista             | 2016                                       | Póstumo |
| Cagliari Calcio                       | 13  | Davide Astori               | Defensa                    | 2008-2014                                  | Póstumo |
| ACF Fiorentina                        | 13  | Davide Astori               | Defensa                    | 2015-2018                                  | Póstumo |
| Cádiz C. F. Virgili                   | 17  | Álex González               |                            | 2011-2012 2013-2014 2015-2016 2017-2018    | Póstumo |
| Football Club de Nantes               | 9   | Emiliano Sala               | Delantero                  | 2015-2019                                  | Póstumo |
| Atlético Nacional                     | 12  | Alexis Henríquez            | Defensa                    | 2012-2019                                  | Defensa histórico del club |
| Deportivo Independiente Medellín      | 22  | David González Giraldo      | Guardameta                 | 2002-2005, 2015-2019                       | Jugador que más títulos ha conseguido en la historia del club                                                                                          |
| Once Caldas                           | 1   | Juan Carlos Henao           | Guardameta                 | 1992-2001, 2002-2004, 2010-2016            | Jugador que más partidos ha disputado en la historia del club                                                                                          |
| Extremadura Union Deportiva           | 19  | José Antonio Reyes          | Centrocampista             | 2019                                       | Póstumo |
| Club Nacional de Football             | 3   | Juan Izquierdo Viana        | Defensa                    | 2024                                       | Póstumo |

## Casos especiales
| Equipo                | N.o | Jugador             | Posición                             | Trayectoria                     | Notas |  |
| --------------------- | --- | ------------------- | ------------------------------------ | ------------------------------- | --- |  |
| VfL Wolfsburgo        | 19  | Junior Malanda      | Centrocampista                       | 2014-2015                       | Retirado póstumamente en 2015 y reintroducido en 2021. |  |
| A. C. Milan           | 3   | Paolo Maldini       | Lateral izquierdo                    | 1984-2009                       | El dorsal no está completamente retirado. Maldini ha dado su consentimiento para que sus hijos utilicen el dorsal número 3 si alguno de ellos juega profesionalmente para el club. |  |
| Argentina             | 10  | Diego Maradona      | Mediapunta                           | 1979-1994                       | El número 10 había sido retirado por la Asociación del Fútbol Argentino (AFA) en octubre de 2001 para honrar a Maradona. Antes de la Copa Mundial de Fútbol de 2002, la AFA presentó una lista de 23 jugadores para el torneo, enumerados del 1 al 24, con el número 10 omitido. La FIFA rechazó la lista de Argentina, y el presidente del órgano rector, Joseph Blatter sugirió que la camiseta número 10 se le diera al portero de tercera elección del equipo, Roberto Bonano. En última instancia, la AFA presentó una lista revisada con Ariel Ortega, originalmente en el número 23, como el número 10. El número 10 ha sido usado por otros jugadores desde entonces, especialmente por Lionel Messi, a quien Maradona consideraba su "sucesor". |  |
| Dunfermline Athletic  | 4   | Norrie McCathie     | Defensa                              | 1981-1996                       | El club retiró el número luego de que el capitán del equipo McCathie fuera encontrado muerto en su casa el 8 de enero de 1996, como resultado de una intoxicación por monóxido de carbono. En ese momento, los clubes de la Liga de Escocia usaban camisetas numeradas del 1 al 11, por lo que durante el resto de la temporada 1995-96, se usaron 12 en su lugar. Sin embargo, el número no se retiró de forma permanente y se ha vuelto a emitir desde entonces. |  |
| Exeter City           | 9   | Adam Stansfield     | Delantero                            | 2006-2010                       | El club retiró el número 9 durante nueve temporadas luego de que el delantero falleciera de cáncer el 10 de agosto de 2010.. |  |
| Maccabi Tel-Aviv      | 12  | Meni Levi           | Defensa                              |                                 | Durante un juego entre el Maccabi Tel-Aviv y el Beitar Jerusalén, Levi controló el balón de pecho y luego lo pateó, corrió hacia atrás para Defensase y luego se derrumbó. Volvió a ponerse de pie y luego se derrumbó por segunda vez. Posteriormente se encontraba en una máquina de soporte vital y desde entonces regresó a su hogar. El club afirma que el número 12 está reservado oficialmente para los fanáticos. |  |
| Motherwell            | 10  | Phil O'Donnell      | Centrocampista                       | 1990-1994, 2004-2007            | Phil O'Donnell colapsó mientras jugaba para el Motherwell contra el Dundee United en 2007. Más tarde fue declarado muerto en el Hospital General Wishaw. El número 10 fue utilizado por su sobrino David Clarkson durante la temporada 2008-09. Desde que Clarkson se fue en junio de 2009, el dorsal no ha sido retirado, pero no se ha emitido a ningún jugador posterior. |  |
| Orlando Pirates       | 22  | Lesley Manyathela   | Delantero                            | −2003                           | El club retiró el número 22, después de que Manyathela murió en un accidente automovilístico en agosto de 2003. Sin embargo, las reglas de la Confederación Africana de Fútbol establecen que las camisetas deben estar numeradas del 1 al 30 en las competiciones de clubes continentales, por lo que el equipo ha reeditado el dorsal en esos casos especiales. |  |
| Real Oviedo           | 10  | Peter Dubovsky      | Centrocampista                       | 1995-2000                       | La Liga de Fútbol Profesional de España permitió al Real Oviedo retirar el número 10 solo para la temporada 2000-01, como una excepción a sus reglas. Al final de la temporada, se volvió a emitir el número 10. |  |
| Sevilla               | 16  | Antonio Puerta      | Lateral izquierdo, extremo izquierdo | 2004-2007                       | El dorsal no se ha retirado por completo. Fue retirado temporalmente después de que Puerta murió de un paro cardíaco en la primera jornada de La Liga 2007-08 Sin embargo, las reglas de la Federación Española de Fútbol establecen que los clubes deben usar los números 1 a 25 para su escuadrón regular, y como resultado, David Prieto usó el número en 2008 en honor a su amigo. Actualmente ese dorsal lo utiliza Jesús Navas desde su regreso al Sánchez Pizjuán, también en honor a su antiguo compañero y amigo Antonio Puerta. |  |
| Stabæk                | 7   | Christer Basma      | Defensa                              | 1995-1998                       | El club había retirado el número para honrar sus servicios para el club. Sin embargo, el retiro fue revocado después de la temporada 2004 y el número dado a Henning Hauger. |  |
| UANL Tigres           | 7   | Gerónimo Barbadillo | Centrocampista                       | 1977-1982                       | El número está actualmente retirado, pero ocasionalmente se ha vuelto a emitir para casos especiales, debido a las reglas deCONMEBOL que establecen que las camisas deben estar numeradas del 1 al 25 en competiciones continentales de clubes (Copa Libertadores, Copa Sudamericana, entre otras). |  |
| Sporting Cristal      | 6   | Gianfranco Espejo   | Centrocampista                       | 2006-2008 2011                  | El número está actualmente retirado, pero ocasionalmente se ha vuelto a emitir para casos especiales, debido a las reglas deCONMEBOL que establecen que las camisas deben estar numeradas del 1 al 25 en competiciones continentales de clubes (Copa Libertadores, Copa Sudamericana, entre otras). |  |
| Maccabi Tel-Aviv      | 8   | Avi Nimni           | Centrocampista                       | 1989-2004, 2006-2008            | Avi Nimni es considerado por muchos como el mejor jugador de todos los tiempos de Maccabi Tel-Aviv. También es el máximo goleador del club (174 goles). Jugó en 1997 para el Atlético de Madrid y en 1999 para el Derby County. En 2004, el entrenador del equipo, Nir Klinger, lo despidió del club por cuestiones personales y se mudó al Beitar Jerusalén hasta el final de la temporada 2005-06. Algunos fanáticos del Maccabi que aclamaron a Nimni como rey vinieron a los juegos durante este período vestidos de negro y otros boicotearon al equipo hasta que la gerencia lo trajo de vuelta para la temporada 2006-07. Continuó jugando para el club hasta el final de la temporada 2007-08 y luego se retiró. La nueva gerencia decidió retirar la camiseta número 8 como tributo a su carrera en el club. A mediados de la temporada 2008-09, Avi Nimni fue nombrado gerente del club. |  |
| FC Haka               | 14  | Valeri Popovitch    | Delantero                            | 1994-2008                       | El primer dorsal retirado en la historia del fútbol finlandés es el número 14 del exjugador del Haka, Valeri Popovitch. Popovitch ha declarado que sus hijos, que todavía juegan para los equipos juveniles de Haka, pueden usar el número legendario si lo desean. |  |
| Wycombe Wanderers     | 14  | Mark Philo          | Centrocampista                       | 2004-2006                       | Philo murió en un accidente automovilístico y su dorsal 14 se retiró. Más tarde se reveló que estaba muy por encima del límite de conducir y su automóvil se desvió hacia el otro lado de la carretera, matando a una madre de dos hijos de 58 años. |  |
| FC Midtjylland        | 14  | Mohammed Zidan      | Delantero                            | 2003-2004                       | El club retiró originalmente el número 14 de Zidan, debido a sus habilidades excepcionales, pero ha vuelto a emitir el número, y actualmente lo posee el defensa Alexander Scholz. |  |
| Universitario         | 9   | Lolo Fernández      | Delantero                            | 1930-1953                       | El número está actualmente retirado, pero ocasionalmente se ha vuelto a emitir para casos especiales, debido a las reglas deCONMEBOL que establecían que las camisas deben estar numeradas del 1 al 25 en competiciones continentales de clubes (Copa Libertadores, Copa Sudamericana, entre otras). |  |
| Universitario         | 22  | José Luis Carranza  | Centrocampista                       | 1986-2004                       | El número está actualmente retirado, pero ocasionalmente se ha vuelto a emitir para casos especiales, debido a las reglas deCONMEBOL que establecían que las camisas deben estar numeradas del 1 al 25 en competiciones continentales de clubes (Copa Libertadores, Copa Sudamericana, entre otras). |  |
| River Plate           | 12  |                     |                                      |                                 | El número que era comúnmente utilizado por los guardametas suplentes, fue retirado el 8 de febrero de 2013, por razones aún desconocidas. Se cree que es por la vinculación que ese número tiene con la hinchada de su máximo rival, Boca Juniors. Asimismo, el número aún es utilizado por el tercer guardameta de turno en las listas de CONMEBOL, que deben estar numeradas del 1 al 30 en Copa Libertadores, o del 1 al 25 en Recopa Sudamericana. |  |
| Estudiantes de Mérida | 10  | Gustavo Durán       | Centrocampista                       | 2004-2005, 2006-2007, 2008-2010 | El número fue retirado para la temporada 2011-2012 debido a su muerte el 14 de junio de 2010, para la temporada 2012-2013 fue asignado al juvenil Javier Guillén. Actualmente, el dorsal está siendo utilizado por el venezolano Jesús Meza. |  |
| Estudiantes de Mérida | 19  | Carlos de Castro    | Defensa                              | 2009-2010, 2012-2015            | |  |
| Atlanta United        | 17  |                     |                                      |                                 | Debido a que el club se fundó en el año 2017, el dorsal 17 representa a la afición y está retirado de la plantilla. |  |

## Dedicados a los aficionados
Algunos clubes dedican un número a sus fanáticos y no lo asignan a ningún jugador. El número más común para esta práctica es 12, de las descripciones de los fanáticos como "el jugador doce". Todos los clubes japoneses reservan el número 12 para sus seguidores. Otros clubes y equipos incluyen:
| - Boca Juniors - Club Brujas - KRC Genk - Atlético Mineiro - Avaí - Flamengo - Beroe StZ - Botev Plovdiv - Omonia - Sparta Prague - AGF - Odense BK - Bristol Rovers - Oxford United - Oldham Athletic - Plymouth Argyle - Portsmouth - Reading Football Club - Lens - Mikkelin Palloilijat - Bayern Munich - Werder Bremen - VfL Bochum - Borussia Mönchengladbach | - PAOK FC - Ferencváros - Újpest - Persija Jakarta - Foolad - Cork City - Shamrock Rovers - Atalanta - Genoa - Lazio - Lecce - Parma - Torino - FC Seoul - Incheon United - Seoul United - Valletta - Club de Fútbol Monterrey - UANL Tigres - Club Deportivo Guadalajara - Yangon United FC - Yadanarbon FC - Feyenoord - PSV Eindhoven | - FC Zwolle - IK Start - Vålerenga Fotball - Pogoń Szczecin - Lech Poznań - Polonia Warszawa - Vitória de Guimarães (desde 2011 en adelante) - Rapid Bucharest - Zenit Saint Petersburg - CSKA Moscow - Aberdeen - Red Star Belgrade - Hammarby - Malmö FF - Helsingborgs IF - FC Basel 1893 - Chonburi - BEC Tero Sasana - Muangthong United - Thai Port - Fenerbahçe - FC Dynamo Kiev |

Los equipos suecos AIK Solna y Djurgården, al igual que el club alemán Eintracht Braunschweig reservan el número 1 para sus seguidores.
Los equipos ingleses Reading, Notts County y Norwich City y el equipo noruego Bryne reservan el número 13 para sus fanáticos, Panathinaikos reserva este número en honor a Gate 13, los ultras basados su respectiva puerta durante los partidos de local.  Mientras que el Shrewsbury Town reserva el número 13 para el fan que gane una competición de pretemporada.
Luego de una penalización de 15 puntos, Leeds United retiró el dorsal 15 únicamente para la temporada 2007–08.
Bursaspor reserva el número 16 para sus seguidores.
El AFC Bournemouth utiliza el número 27 para la Tribuna Norte que alberga a la gran mayoría de seguidores incondicionales, el número 50 para "el jugador doce" y la camiseta número 99 para su mascota, Cherry Bear.
Swansea City usa el número 32 para su patrocinador principal, 32Red quienes lo usan como parte del que lo utilizan como parte del concurso de ganadores de la camiseta 32Red. El aficionado ganador tiene su nombre en la camiseta del club y está incluido en la lista oficial del día del partido como número 32 para esa temporada.
Oldham Athletic reserva el número 40 para sus fans.
Leicester City ha reservado el dorsal 50 para su mascota, Filbert Fox, quien lleva el número en su camiseta en cada juego.
APOEL reserva el número 79 en honor a PAN.SY.FI (Ultras del equipo), ya que el número 79 simboliza el año de fundación (1979) del grupo.
Once Caldas retiró el número 11 dejándolo a la hinchada, esto en el marco de la conmemoración de la obtención de la Copa Libertadores 2004